# Exhale (Shoop Shoop)
"Exhale (Shoop Shoop)" là một bài hát của nghệ sĩ thu âm người Mỹ Whitney Houston nằm trong album nhạc phim của bộ phim năm 1995 Waiting to Exhale mà Houston thủ vai chính. Nó được phát hành vào ngày 7 tháng 11 năm 1995 như là đĩa đơn đầu tiên trích từ album bởi Arista Records. Bài hát được đồng viết lời và sản xuất bởi Kenneth "Babyface" Edmonds, người cũng đồng thời chịu trách nhiệm thực hiện cho tất cả những tác phẩm từ nhạc phim. Ban đầu, Houston bày tỏ nguyện vọng sẽ không tham gia vào quá trình thu âm nhạc phim để tập trung vào việc diễn xuất, mặc dù được đích thân Babyface đến trực tiếp trường quay của Waiting to Exhale để thuyết phục, nhưng sau đó cô cũng đồng ý sau khi lắng nghe giai điệu của "Exhale (Shoop Shoop)" lần đầu tiên. Đây là một bản R&B và soul ballad mang nội dung đề cập đến quá trình lớn lên và học tập để trưởng thành của mỗi người trong cuộc sống, dựa trên những trạng thái cảm xúc khác nhau của những nhân vật nữ chính trong phim.
Sau khi phát hành, "Exhale (Shoop Shoop)" nhận được những phản ứng tích cực từ các nhà phê bình âm nhạc, trong đó họ đánh giá cao giai điệu hấp dẫn cũng như chất giọng trưởng thành và đầy cảm xúc của Houston. Ngoài ra, bài hát còn gặt hái nhiều giải thưởng và đề cử tại những lễ trao giải lớn, bao gồm bốn đề cử giải Grammy cho Bài hát của năm, Bài hát xuất sắc nhất thuộc phim điện ảnh, truyền hình hoặc phương tiện truyền thông khác, Trình diễn giọng R&B nữ xuất sắc nhất và Bài hát R&B xuất sắc nhất tại lễ trao giải thường niên lần thứ 39, và chiến thắng một hạng mục sau. "Exhale (Shoop Shoop)" cũng tiếp nhận những thành công lớn về mặt thương mại, đứng đầu các bảng xếp hạng ở Canada và Tây Ban Nha, đồng thời lọt vào top 10 ở nhiều quốc gia trên thế giới, bao gồm Đan Mạch, Phần Lan, Hà Lan, Ý, New Zealand và Thụy Điển. Tại Hoa Kỳ, nó trở thành đĩa đơn thứ ba trong lịch sử bảng xếp hạng Billboard Hot 100 ra mắt ở vị trí số một, trở thành đĩa đơn quán quân thứ 11 của Houston tại đây.
Video ca nhạc cho "Exhale (Shoop Shoop)" được thực hiện bởi đạo diễn của Waiting to Exhale Forest Whitaker, trong đó bao gồm những cảnh Houston hát khi được ghi hình cận mặt, xen kẽ với những hình ảnh từ bộ phim. Để quảng bá bài hát, nữ ca sĩ đã trình diễn nó trên nhiều chương trình truyền hình và lễ trao giải lớn, bao gồm giải Grammy lần thứ 39 và chương trình đặc biệt Classic Whitney Live from Washington, D.C., cũng như trong nhiều chuyến lưu diễn của cô. Kể từ khi phát hành, bài hát đã xuất hiện trong nhiều album tuyển tập trong sự nghiệp của Houston, như Whitney: The Greatest Hits (2000), Love, Whitney (2001), The Ultimate Collection (2007), The Essential Whitney Houston (2011) và I Will Always Love You: The Best of Whitney Houston (2012). Ngoài ra, "Exhale (Shoop Shoop)" còn được hát lại và sử dụng làm nhạc mẫu bởi nhiều nghệ sĩ, bao gồm Brandy, Kelly Clarkson, Robin Thicke, Kirk Whalum, Shirley Murdock, Dinah Jane và chính tác giả của nó Babyface.

## Danh sách bài hát
| - Đĩa CD #1 tại Hoa Kỳ 1. "Exhale (Shoop Shoop)" – 3:25 2. "Dancin' on the Smooth Edge" – 6:19 3. "Moment of Truth" – 4:40 4. "Do You Hear What I Hear?" – 3:32 5. "It Isn't, It Wasn't, It Ain't Never Gonna Be" (song ca với Aretha Franklin) – 4:51 - Đĩa CD #2 tại Hoa Kỳ 1. "Exhale (Shoop Shoop)" – 3:25 2. "Dancin' on the Smooth Edge" – 6:19 | - Đĩa CD #1 tại châu Âu và Anh quốc 1. "Exhale (Shoop Shoop)" – 3:25 2. "Do You Hear What I Hear?" – 3:32 3. "Moment of Truth" – 4:40 - Đĩa CD #2 tại châu Âu và Anh quốc 1. "Exhale (Shoop Shoop)" – 3:25 2. "Dancin' on the Smooth Edge" – 6:19 3. "It Isn't, It Wasn't, It Ain't Never Gonna Be" (song ca với Aretha Franklin) – 4:51 |

## Xếp hạng
| Bảng xếp hạng (1995-96)                  | Vị trí cao nhất |
| ---------------------------------------- | --------------- |
| Úc (ARIA)                                | 18              |
| Áo (Ö3 Austria Top 40)                   | 15              |
| Bỉ (Ultratop 50 Flanders)                | 22              |
| Bỉ (Ultratop 50 Wallonia)                | 16              |
| Canada (RPM)                             | 1               |
| Canada Adult Contemporary (RPM)          | 1               |
| Đan Mạch (Tracklisten)                   | 6               |
| Châu Âu (European Hot 100 Singles)       | 11              |
| Phần Lan (Suomen virallinen lista)       | 6               |
| Pháp (SNEP)                              | 23              |
| Đức (Official German Charts)             | 26              |
| Ireland (IRMA)                           | 16              |
| Ý (FIMI)                                 | 5               |
| Hà Lan (Dutch Top 40)                    | 7               |
| Hà Lan (Single Top 100)                  | 12              |
| New Zealand (Recorded Music NZ)          | 4               |
| Na Uy (VG-lista)                         | 14              |
| Tây Ban Nha (AFYVE)                      | 1               |
| Thụy Điển (Sverigetopplistan)            | 10              |
| Thụy Sĩ (Schweizer Hitparade)            | 13              |
| Anh Quốc (OCC)                           | 11              |
| Hoa Kỳ Billboard Hot 100                 | 1               |
| Hoa Kỳ Adult Contemporary (Billboard)    | 5               |
| Hoa Kỳ Hot R&B/Hip-Hop Songs (Billboard) | 1               |
| Hoa Kỳ Pop Airplay (Billboard)           | 6               |

| Bảng xếp hạng (1995)                 | Vị trí |
| ------------------------------------ | ------ |
| Belgium (Ultratop 50 Wallonia)       | 11     |
| Finland (Suomen virallinen lista)    | 37     |
| Italy (FIMI)                         | 38     |
| Netherlands (Dutch Top 40)           | 79     |
| Netherlands (Single Top 100)         | 88     |
| Sweden (Sverigetopplistan)           | 87     |
| Bảng xếp hạng (1996)                 | Vị trí |
| Canada (RPM)                         | 20     |
| Canada Adult Contemporary (RPM)      | 9      |
| Europe (European Hot 100 Singles)    | 94     |
| Japan (Tokyo Hot 100)                | 43     |
| Netherlands (Dutch Top 40)           | 176    |
| US Billboard Hot 100                 | 14     |
| US Adult Contemporary (Billboard)    | 16     |
| US Hot R&B/Hip-Hop Songs (Billboard) | 18     |

| Bảng xếp hạng (1990-99) | Vị trí |
| ----------------------- | ------ |
| US Billboard Hot 100    | 52     |

## Chứng nhận
| Quốc gia                                 | Chứng nhận | Số đơn vị/doanh số chứng nhận |
| ---------------------------------------- | ---------- | ----------------------------- |
| New Zealand (RMNZ)                       | Vàng       | 5.000*                        |
| Hoa Kỳ (RIAA)                            | Bạch kim   | 1,500,000                     |
| * Chứng nhận dựa theo doanh số tiêu thụ. |            |                               |